# Der Idiot (1951)
Der Idiot (jap. 白痴, Hakuchi) ist eine japanische Literaturverfilmung von 1951 des Regisseurs Akira Kurosawa, basierend auf dem Roman Der Idiot von Fjodor Dostojewskij. 
Kurosawa setzte sich zunehmend mit der Frage auseinander, wie es den schwächeren Mitgliedern seiner Heimat in einer um jeden Preis nach Wohlstand strebenden Nachkriegsgesellschaft ergeht. Dies führte ihn zu dem Entschluss, Dostojewskijs Der Idiot zu verfilmen. Kurosawa verlegt die Handlung in das Nachkriegsjapan des winterlichen Hokkaido, in das Milieu einer begüterten bürgerlichen Mittelschicht. Er hatte vor zu zeigen, dass gerade die schwächeren Mitglieder über außergewöhnliches Einfühlungsvermögen und Güte verfügen, die von ihrem Umfeld nicht erkannt werden.
Shochiku, die damalige Produktionsfirma Kurosawas, hielt das Format des Films für das Kino ungeeignet und kürzte ihn gegen Kurosawas Willen von viereinhalb Stunden auf 166 Minuten. Kurosawa hatte alles getan, die drohende Kürzung zu verhindern, und war nach der Veröffentlichung der gekürzten Fassung ausgesprochen wütend. Der Director’s Cut gilt als nicht mehr existent.

## Handlung und Deutung

### Teil I: Liebe und Qual
Im Gegensatz zu Dostojewskij, der seinen Roman in vier Teile gliederte, unterteilt Kurosawa Hakuchi nur in zwei. Der erste Teil mit dem Titel Liebe und Qual beginnt mit der Überfahrt auf einem Dampfer, auf der sich die beiden Protagonisten Kameda, gespielt von Masayuki Mori, und Akama, gespielt von Toshirō Mifune, das erste Mal begegnen. Kameda, ein ehemaliger Soldat, der aus einem Sanatorium der US-Armee entlassen wurde und unter Epilepsie leidet, möchte seine Verwandten, Familie Ono, in Hokkaido besuchen. Der zurückkehrende Soldat ist ein oftmals wiederkehrendes Element in Kurosawas Filmen und findet sich unter anderem in Akira Kurosawas Träume, Engel der Verlorenen, Ein wunderschöner Sonntag und Das stumme Duell.  Akama hingegen möchte nach dem Tod seines Vaters in sein Elternhaus zurück, um sein Erbe anzutreten und um die schöne Taeko Nasu, gespielt von Setsuko Hara, für sich zu gewinnen. Kurosawa unterbricht den Film nach der ersten Szene und erklärt: 
„Dostojewskij, der Autor des Romans, auf dem dieser Film beruht, sagt, dass er einen wahrhaft guten Menschen darstellen wollte. Ironischerweise wählte er für diesen Zweck einen jungen Mann als Helden, der ein Idiot ist. Aber in dieser Welt scheint das wahrhaft Gute irgendwie fast als Blödheit betrachtet zu werden.“ 
Der Zwischentitel lässt das kommende Verhängnis erahnen. In der ersten Viertelstunde des Films werden noch weitere Zwischentitel folgen, um über die Beziehungen zwischen den Figuren und ihren Vorgeschichten zu informieren. Die Erzählerstimme ist dabei im Off.  
Nach einer Zugfahrt durch das winterliche Hokkaidō kommen beide in Sapporo an. Akama zeigt Kameda ein Bild von Taeko in einem Schaufenster. Beide verabschieden sich und Kameda macht sich auf den Weg zu seinen Verwandten. Nach dieser Szene zeigt Kurosawa für einen Augenblick Dokumentarszenen des ärmlichen Straßenlebens Hokkaidos. Er zeigt in einem heftigen Schneegestöber dick eingepackte Menschen, eine Straßenbahn, einen Hund, der einen Leiterwagen zieht, und ein Pferdefuhrwerk. Es handelt sich hierbei nicht um Statisten und keiner von ihnen wurde bezahlt. Die Verwendung von Dokumentarszenen ist sehr ungewöhnlich für Kurosawa und fand in keinem seiner weiteren Filme Verwendung. 
Als Kameda bei Familie Ono ankommt, herrscht eine angespannte Stimmung. Hausherr Ono, gespielt von Takashi Shimura, möchte seinem Freund Tohata dabei helfen, seine Geliebte Taeko loszuwerden. Er bietet seinem Sekretär Kayama (Minoru Chinki) 600.000 Yen für eine Heirat mit Taeko Nasu. Dieser zögert, weil er in Onos jüngste Tochter Ayako, gespielt von Yoshiko Kuga, verliebt ist. Er schreibt ihr einen Brief mit der Bitte, ihm ihre Liebe zu gestehen, damit er in der Lage ist, die Verlobung aufzulösen. Kameda wird von Kayama dazu auserkoren, diesen Brief zu übergeben. Frau Ono (Chieko Higashiyama) erfährt von der arrangierten Heirat und bittet Kayama zu sich, um ihm ihre Meinung zu sagen. Kayama glaubt nun, dass Kameda ihn bei Frau Ono angeschwärzt hat. Kameda bekommt von Ayako einen Rückbrief mit der Antwort: „There is no bargaining for friendship.“ Herr Ono bittet Kayama darum, Kameda in der Pension von Kayamas Mutter unterzubringen. Beide, Kayama und Kameda, begeben sich auf den Weg dorthin.
Kurze Zeit später, nachdem beide in der Pension angekommen sind, taucht Taeko Nasu auf. Etwas danach stößt Akama gefolgt von einer Horde Trunkenbolde dazu. Nachdem Kameda meint, er hätte Taekos Augen schon einmal gesehen, befindet sich die gesamte Gesellschaft in einem peinlichen Schweigen. Es entwickelt sich ein handfester Skandal, in dem Kayama Kameda ohrfeigt. Anders als in Dostojewskijs Roman, in dem Fürst Myschkin, das literarische Pendant zu Kameda, auf der späteren Geburtstagsfeier unerwartet auftaucht, wird Kameda in Hakuchi von Taeko eingeladen. Nachdem sie Kameda eingeladen hat, verlässt sie gemeinsam mit Akama die Pension.
Taeko trägt auf ihrer Geburtstagsfeier ein bodenlanges schwarzes Cape, das alle Aufmerksamkeit auf ihr Gesicht lenkt und das sie den gesamten Film nicht mehr ablegen wird. Während das Fest in vollem Gange ist, taucht Kameda in einem schäbigen Anzug auf und zerschlägt direkt nach seinem Eintreffen aus Versehen eine kostbare japanische Vase. Kurosawa zieht diese Szene, welche im Roman viel später auf der Abendgesellschaft der Jepantschins stattfindet, vor, um Taekos Gefühle gegenüber Kameda zu demonstrieren, in dem sie die zweite Vase zerschlägt und ihn verteidigt. Sie unterhält sich ausschließlich mit ihm. Kameda stellt fest, dass Taekos Augen ihn an die eines Soldaten erinnern, als dieser hingerichtet wurde. An diesem Tage wäre er als vermeintlicher Kriegsverbrecher ebenfalls beinahe erschossen worden. Kameda schildert jedes Detail, obwohl ihm das sichtlich Schmerzen bereitet. Dabei ist im Hintergrund eine bedrohliche Musik zu hören und das Geräusch von marschierenden Stiefeln. Als Kameda von dem an den Richtpfahl gestellten Soldaten berichtet, werden die Marschgeräusche von Militärtrommeln und Trompeten ersetzt. Als er nun von den Tod bringenden Schüssen erzählt, sind im Hintergrund ebenfalls Schüsse zu hören. Die akustische Untermalung soll verdeutlichen, welches schreckliche Trauma die Hinrichtung bei Kameda hinterlassen hat und dass dadurch seine Epilepsie ausgelöst wurde.  Kayama hält dieses erdrückende Gesprächsthema nicht mehr aus und versucht Kameda zu unterbrechen.  Taeko fragt Kameda, ob sie Kayama heiraten solle, worauf dieser mit nein antwortet. In der gesamten Geburtstagsgesellschaft macht sich daraufhin ein schreckliches Entsetzen breit. Als Nächstes erscheinen Akama und sein Gefolge, mit dabei eine Million Yen, die er Taeko im Hause der Onos versprochen hatte. Kameda macht Taeko überraschend einen ernst gemeinten Heiratsantrag. Herr Ono verkündet der Gesellschaft, dass Kameda reich ist, worauf dieser von Akama angefleht wird, seinen Heiratsantrag zurückzunehmen. Jedoch hat sich Taeko bereits für Akama entschieden, weil sie nicht vorhat, Kameda mit ihrem schlechten Ruf zu ruinieren.
Die nächste Einblendung über ein im Tiefschnee versunkenen Haus verkündet, dass es Februar geworden ist. Während Familie Ono am Mittagstisch sitzt, erfährt der Zuschauer, dass Kameda Taeko und Akama nach Tokio gefolgt ist und dass Taeko sich nicht zwischen diesen beiden Männern entscheiden kann. Die Schneemassen in dieser Szene, welche auf dem Haus liegen, besitzen eine symbolträchtige Rolle. Herr Ono gesteht, dass diese Dreiecksbeziehung ihn beunruhigt, als sich unter lautem Getöse eine Dachlawine löst und die gesamte Familie Ono aufschreckt. Die herabstürzenden Schneemassen sind eine Visualisierung der schlimmen Vorahnung und eine Metapher für Zerstörung und Untergang. 
Dicker Schnee ist im ganzen Film präsent. Schnee ist ein Element der Verwandlung, er vereinheitlicht die Szenerie und verpasst ihr einen seltsam anmutenden, halluzinatorischen Charakter. Er hat in Kurosawas Hakuchi die Aufgabe, der Seelenlandschaft in Dostojewskijs Romanen  zu entsprechen. 
In der nächsten Szene ist Kameda, welcher geistesabwesend wirkt, zusammen mit Karube, einem Handlanger, in den Straßen von Sapporo zu sehen. Er ist zurückgekommen, um Taeko zu suchen, und befindet sich auf dem Weg zu Akamas Haus, wo er sie zu finden hofft. Es ist ein altes gruselig anmutendes Haus, welches ebenfalls mit dichten Schneemassen bedeckt ist, die eine bevorstehende Katastrophe anzukündigen scheinen.  Akama lässt Kameda eintreten und führt ihn schweigend durch das dunkle Haus. Obwohl sich beide lange unterhalten, macht Akama keine klaren Auskünfte bezüglich Taekos Aufenthaltsorts. Bevor Kameda wieder aufbricht, tauschen beide Glücksbringer.
Kameda fängt an ziellos durch die Straßen zu irren. Er fühlt sich verfolgt und fällt in einen Wahn. Kameda scheint Akama immer wieder in seiner unmittelbaren Nähe wahrzunehmen. Durch eine hektisch geschnittene Bildfolge wird der Zuschauer ein Teil von Kamedas Wahn und fühlt sich ebenso orientierungslos wie er.  Kameda flüchtet zu der Pension von Kayamas Mutter. Hinter dem Gartentor sieht er sich einer Messerattacke Akamas ausgesetzt und bekommt einen epileptischen Anfall. Hier endet Kurosawa mit dem ersten Teil des Films.

### Teil II: Liebe und Hass
Der zweite Teil Hakuchis, mit dem Titel Liebe und Hass, hält sich nicht mehr so streng an seine literarische Vorlage wie der erste. Er ist vielmehr ein eigenständiger Teil, der einige Aspekte aus den letzten drei Teilen des Romans von Dostojewskij aufgreift und neu interpretiert.
Dieser Teil beginnt mit einem Krankenbesuch von Frau Ono bei Kameda. Sie fragt ihn wegen eines Briefs, den er an Ayako geschrieben hatte, ob er in diese verliebt sei. Er weicht dieser Frage aus, jedoch sieht man ihm an, dass er sie zumindest gernhat.
Am selben Abend findet das Schneefest statt. Es handelt sich dabei um eine Art Eiskarnevalsfest, welches sich heute unter dem Namen Yuki Matsuri großer Berühmtheit erfreut. 1951 fand dieses Schneefest, in dem große Skulpturen aus Schneemassen geformt werden und allerhand maskierte Gesellen ihren Schabernack treiben, erst zum zweiten Mal statt. Kurosawas Hakuchi besitzt als Zeitzeugnis für dieses Ereignis einen nicht zu unterschätzenden historischen Wert.  Kayama gesellt sich zu den Ono-Damen. Kurz darauf sieht Ayako Kameda und läuft zu ihm. Kayama will ihr hinterher, doch wird er von einer Frau in schwarzem Umhang und schwarzer Maske aufgehalten, die zu ihm sagt: „Did you forget what you meant to do for 600.000 Yen?“ Alle Anwesenden hören dies ebenfalls und Frau Ono versucht ihren Töchtern zu befehlen, mit ihr nach Hause zu kommen. Ayako flüstert Kameda noch zu, das er sich mit ihr am nächsten Morgen auf der Bank vor der Karnevalseisstatue treffen soll. Durch die gruseligen Masken und die düstere Begleitmusik scheint die gesamte Szene düster und bedrohlich zu wirken.
Am nächsten Tag erzählt Ayako Kameda, dass es sie schmerzt, wenn andere Menschen über ihn lachen, und dass er ein guter Mensch sei. Auf dem Weg zum Haus der Familie Ono erfährt Kameda, dass Taeko an Ayako Briefe geschrieben hat, mit der Bitte, dass Ayako doch Kameda heiraten solle. Ayako ist darüber sehr aufgebracht, woraufhin Kameda versucht Taeko in Schutz zu nehmen. Nachdem Ayako Kameda darum bittet, ihn zukünftig bei ihr zu Hause ohne Heimlichkeiten zu besuchen, wird er ein täglicher Gast.
Eines Tages bringt Kameda rote Nelken mit. Da rote Nelken für die Liebe stehen, fangen alle Anwesenden an zu lachen. Er schien dies nicht zu wissen und hält überraschend um Ayakos Hand an. Die Onos willigen zögerlich ein.
Ayako bittet Kameda, sie zu Akamas Haus zu begleiten, wo Taeko jetzt ebenfalls wohnt. Das Treffen endet in einer Katastrophe. Taeko verehrt Ayako insgeheim und ist gekränkt über ihr hochnäsiges Verhalten. Ayako hingegen wirft Taeko Selbstsucht vor und verbietet ihr, Briefe an sie zu schreiben. Letztendlich stellt Taeko Kameda vor die Wahl: sie oder Ayako. Sein Zögern enttäuscht Ayako und sie rennt davon. Taeko fällt in Ohnmacht und Akama verspricht sich um sie zu kümmern, worauf Kameda Ayako hinterherstürzt.
Er kann sie nirgends finden. Als er in dem Haus der Onos nach ihr suchen möchte und sie auch dort nicht zu finden ist, lösen die Familie Ono die Verlobung auf und werfen ihn aus dem Haus, weil er Ayako allein gelassen hat.
Kameda kehrt zurück zu Akama und findet diesen halb wahnsinnig neben der erdolchten Taeko vor. Beide warten gemeinsam, bei Kerzenlicht und in schweren Decken gehüllt, auf den nächsten Morgen und verlieren dabei ihren Verstand. 
In der Schlussszene im Hause der Onos, die Dostojewskijs Epilog ersetzen soll, erfahren wir von Frau Ono, die gerade von einem Besuch bei Kameda in der Nervenheilanstalt zurückgekehrt ist, dessen Zustand. Draußen tobt ein Schneesturm. Alle sind sehr betroffen. Ayako bedauert ihr Verhalten gegenüber Kameda und der Film endet in einer Großaufnahme ihres weinenden Gesichts.

## Motive

### Die Verkennung
Ein wichtiges Motiv des Films ist die Verkennung Kamedas.  So wurde er als vermeintlicher Kriegsverbrecher verkannt, was beinahe zu seiner Hinrichtung führte und seine Epilepsie auslöste. Familie Ono verkennt ihn wegen seines Aufenthaltes im Sanatorium als geistesschwach. Kayama glaubt, er habe ihn bei den Ono-Damen angeschwärzt, und Akama besitzt Hassgefühle und Eifersucht gegenüber ihm. Letztendlich bringt ihn diese Verkennung am Ende des Films um sein psychisches und geistiges Leben.

### Die Dreiecksbeziehungen
Ein weiteres wichtiges Motiv sind die Dreiecksbeziehungen in Hakuchi. So wird die Dreiecksstruktur zwischen  Akama, Kameda und Taeko direkt am Anfang des Films, bei der Ankunft der beiden Herren in Sapporo visualisiert. Kameda und Akama stehen vor dem Foto Taekos, welches sich in einer Auslage befindet. Das Kamerabild wurde so aufgebaut, dass sich Taekos Bild zentriert befindet, während die beiden Männer unterhalb des Bildes, sich in der Scheibe spiegelnd, positioniert wurden und zu dem Bild aufschauen müssen. Das Dreieck zwischen den Gesichtern wird durch ein russisches Volkslied untermalt. Eine weitere Dreiecksbeziehung ist die zwischen Ayako, Kayama und Kameda. Kayama ist in Ayako verliebt, doch Kameda gewinnt ihr Vertrauen. Kayamas Eifersucht bringt ihn so weit, dass er Kameda ohrfeigt. Im geräumigen Treppenhaus der Onos treffen diese Figuren mehrere Male aufeinander. Die beiden Männer müssen dabei immer zu Ayako aufsehen, die entweder auf dem Treppenabsatz, der oberen Stufe oder den Balustraden steht. Als Letztes folgt die Dreiecksbeziehung zwischen Kameda, Ayako und Taeko. Die beiden Frauen stehen bei dem Treffen in Akamas Haus eng beieinander. Kameda, der sich mit flehenden Augen einmal an die eine, dann an die andere wendet, wurde zwischen ihnen positioniert. Für beide ist er das Objekt ihres Begehrens. Kurz bevor Taeko Kameda auffordert, sich zwischen den beiden Damen zu entscheiden, verwendet Kurosawa eine Nahaufnahme von Akama, Kameda und Taeko, von der Taille aufwärts. Es folgt ein Schnitt und Taeko, Ayako  und Kameda sind zu sehen. In wenigen Sekunden werden hier die beiden wichtigsten Dreiecksstrukturen gegenübergestellt.

### Das Messer
Ein weiteres Motiv ist die Wiederkehr des Messers. Kameda spielt unabsichtlich mit einem Fleischermesser in Akamas Haus herum, welches er zum Öffnen seiner Briefe verwendet. Ein gleich aussehendes Messer sieht Kameda bei seinem Verfolgungswahn in einem Schaufenster in den Straßen Sapporos wieder. Das Messer blitzt auf, als Akama versucht, damit Kameda zu erstechen, und es ist letztlich dieses Messer, mit dem Taeko von Akama erdolcht wird.